# In den Brand
In den Brand is een bosreservaat en natuurgebied in de Belgische gemeente Hechtel-Eksel. Het bevindt zich ten noordwesten van Hechtel en ten oosten van een uitgestrekt militair oefenterrein dat als het Kamp van Beverlo bekendstaat. Ten zuiden van de N73 ligt het Gemeentebos Hechtel-Eksel. Het gebied maakt deel uit van het bosrijk gebied Bosland en staat ook wel als Hechtelse Bergen bekend. Sinds 2023 maakt het gebied deel uit van Nationaal Park Bosland.
Vroeger bestond dit gebied uit open heidevelden en stuifzandduinen. Mede om zich tegen het zand te beschermen en om over brandhout te beschikken werd naaldhout aangeplant. Dit verklaart de naam van het gebied. Ook eikenstoven werden daartoe tussen 1850 en 1900 geplant. Het gebied omvat unieke landduinen en heeft afwisselend landschap van hoge duinen, loofbossen en naaldbossen. Het dankt haar naam aan het feit dat er brandhout werd gehaald. Aan de ingang van het gebied is een picknickplek met enkele reuzeninsecten in hout aangelegd. Er zijn verschillende wandelroutes aangegeven.